# Personaggi de Il libro della giungla

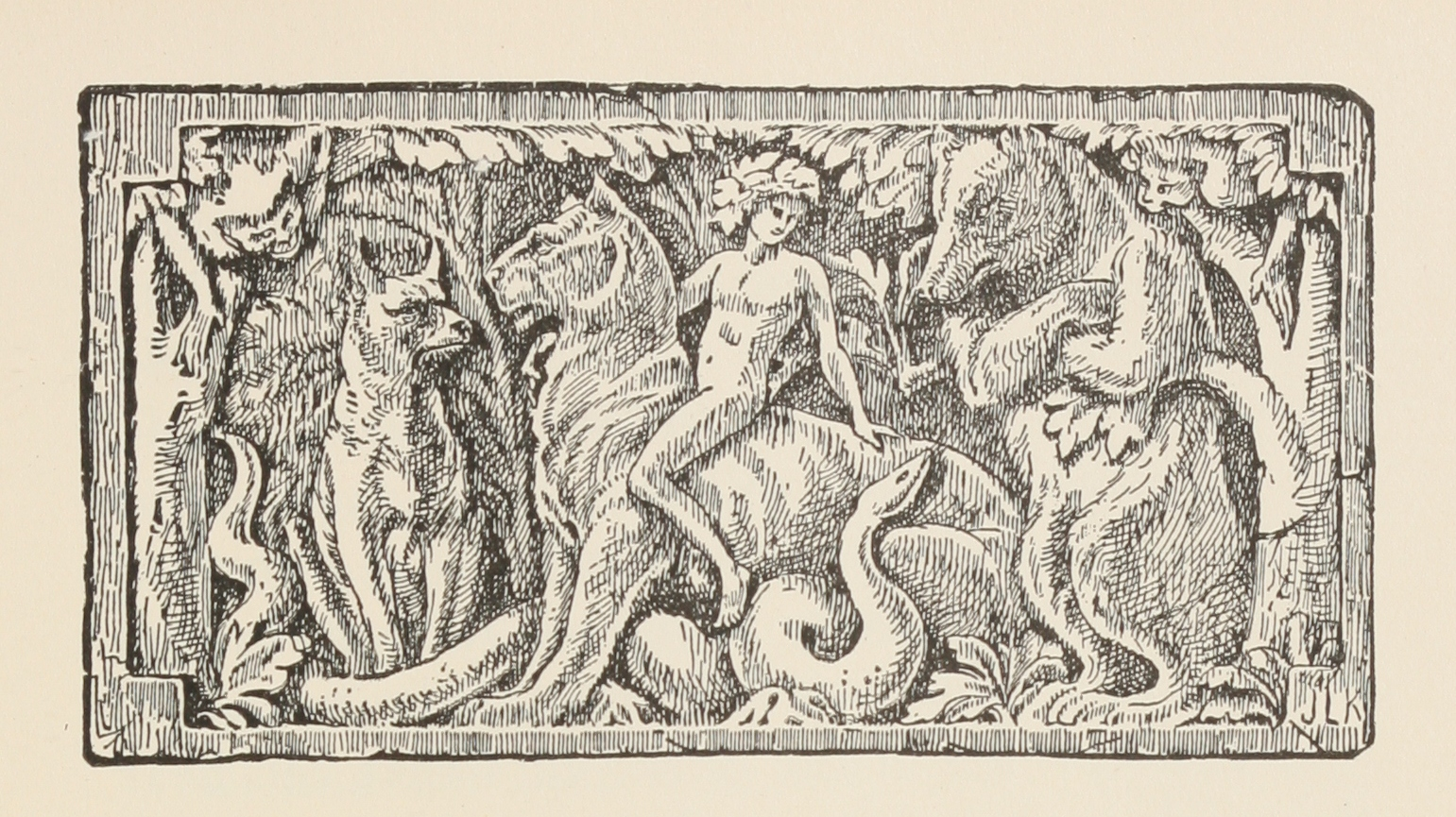
Alcuni personaggi in un'illustrazione del racconto La caccia di Kaa.

In questa pagina sono elencati i personaggi, animali e umani, contenuti nelle raccolte di storie Il libro della giungla e Il secondo libro della giungla di Rudyard Kipling.

## Le storie di Mowgli

### Animali

#### Akela
Akela è un lupo, capo del branco di lupi di Seeonee, di cui fa parte anche Mowgli. Lupo solitario, dal pelo grigio, simbolo di anzianità e saggezza. Garante della legge del branco, morirà in caccia per difendere il popolo libero contro i cani rossi.

#### Babbo Lupo

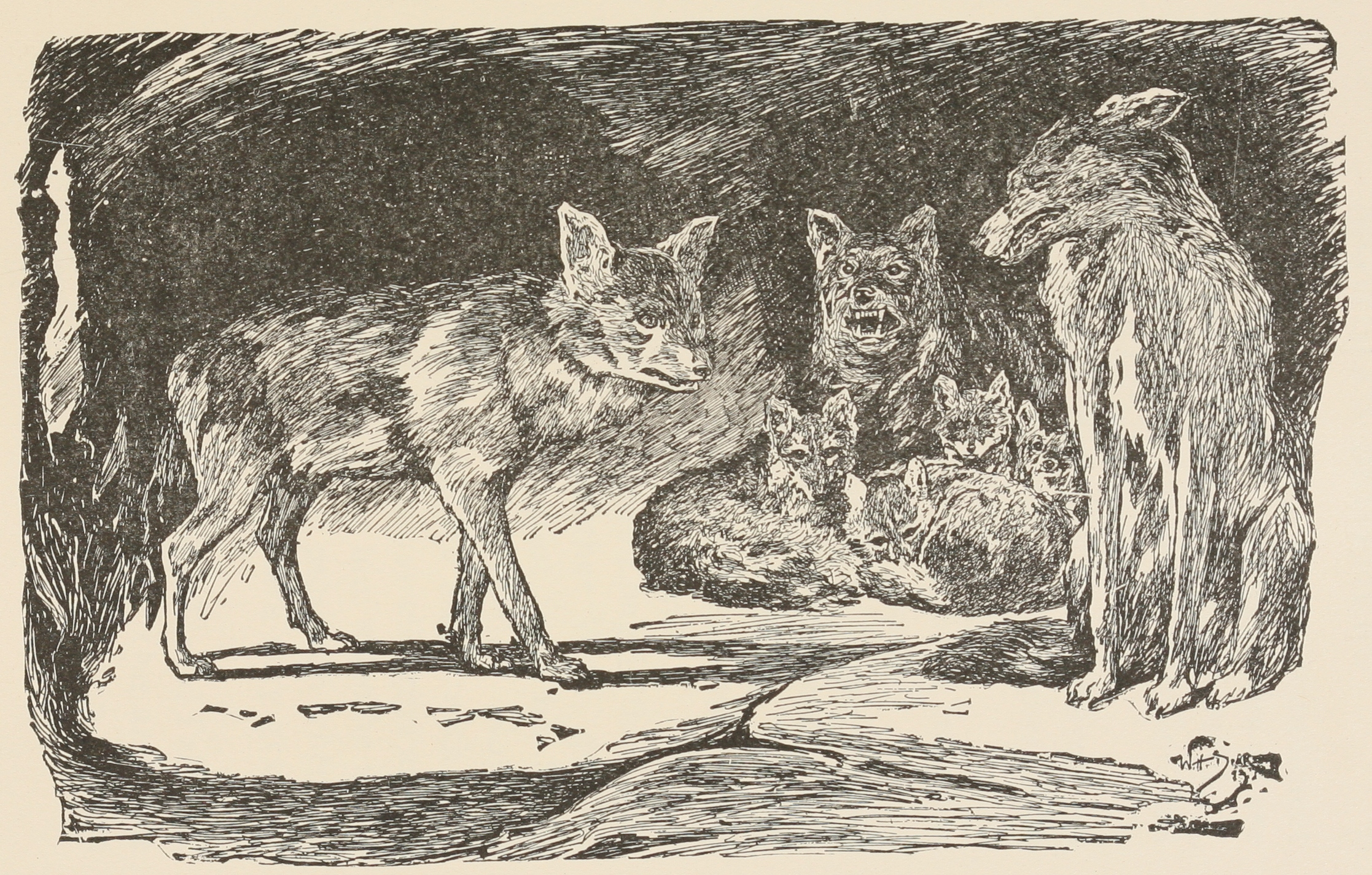
Babbo Lupo (a destra) ringhia a Tabaqui

Babbo Lupo (Father Wolf) è il lupo che ne I fratelli di Mowgli trova il cucciolo d'uomo e lo salva da Shere Khan. Insieme a Raksha alleva Mowgli con i suoi quattro "fratelli di tana", tra cui Fratel Bigio. Dopo questo racconto appare poche volte nella storia. Muore quando Mowgli ha circa 14 anni.
Nell'AGESCI viene consigliato di inventare una storia su Babbo Lupo in caso di utilizzo del nome da parte di un capo, in quanto figura che appare molto poco. Pur essendo un personaggio fortemente positivo, infatti, i capi dei lupetti tendono a non usare il suo nome come pseudonimo perché è poco presente nei racconti.
Babbo Lupo appare nel film di animazione della Disney Il libro della giungla (1967) con il nome di "Rama", che nel libro è invece il nome del toro capo della mandria del villaggio che aiuta Mowgli a uccidere Shere Khan. È doppiato da Ben Wright nella versione originale e da Luciano De Ambrosis nella versione italiana. Appare anche nella serie animata Il libro della giungla del 1989 con il nome di "Alexander", e muore in una lotta contro Shere Khan; è doppiato da Masaru Ikeda nella versione originale e da Orlando Mezzabotta nella versione italiana. Nel film Il libro della giungla del 2016, remake del classico del 1967, il personaggio viene rimpiazzato con Akela.

#### Bagheera
Bagheera è una pantera nera, dotato di grande forza e saggezza. Riscatta Mowgli al consiglio della rupe donando la sua preda, un toro, per permettergli di vivere con il branco, e divenendo così una sua guida nella giungla. Il fatto che sia nato in cattività, e quindi conosca le usanze degli uomini, gli conferisce rispetto e timore da parte degli altri animali della giungla.

#### Baloo
Baloo è un orso ed è il maestro della legge di tutti i cuccioli del branco. Dopo aver parlato in favore di Mowgli al consiglio della rupe, ne diviene una guida finché il ragazzo non va a vivere nel mondo degli uomini.

#### Battitore grigio
Battitore Grigio (in originale Gray Tracker) è un lupo, padre di Phao e compagno di Phaona. Viene nominato nel racconto I cani rossi.

#### Chikai
(Rudyard Kipling, Il secondo libro della giungla)
Chikai è il topo saltatore del Dekkan. Si sa che è solito partorire molti figli e che non gode di una buona considerazione da parte degli abitanti della giungla, che lo ritengono solo una facile preda per gli animali carnivori. Per questo nel racconto I cani rossi Mowgli ne imita lo squittio per schernire i cani rossi, in modo da farli arrabbiare e invogliarli a seguire la sua traccia e non più quella di Won-tolla.

#### Chil
Chil è un avvoltoio e il suo ruolo è quello di messaggero della giungla. Nelle prime edizioni in inglese era chiamato "Rann" ed era un nibbio, più precisamente, un nibbio bramino indiano, un rapace della famiglia Accipitridae (di cui fanno parte anche gli avvoltoi).

#### Cobra bianco

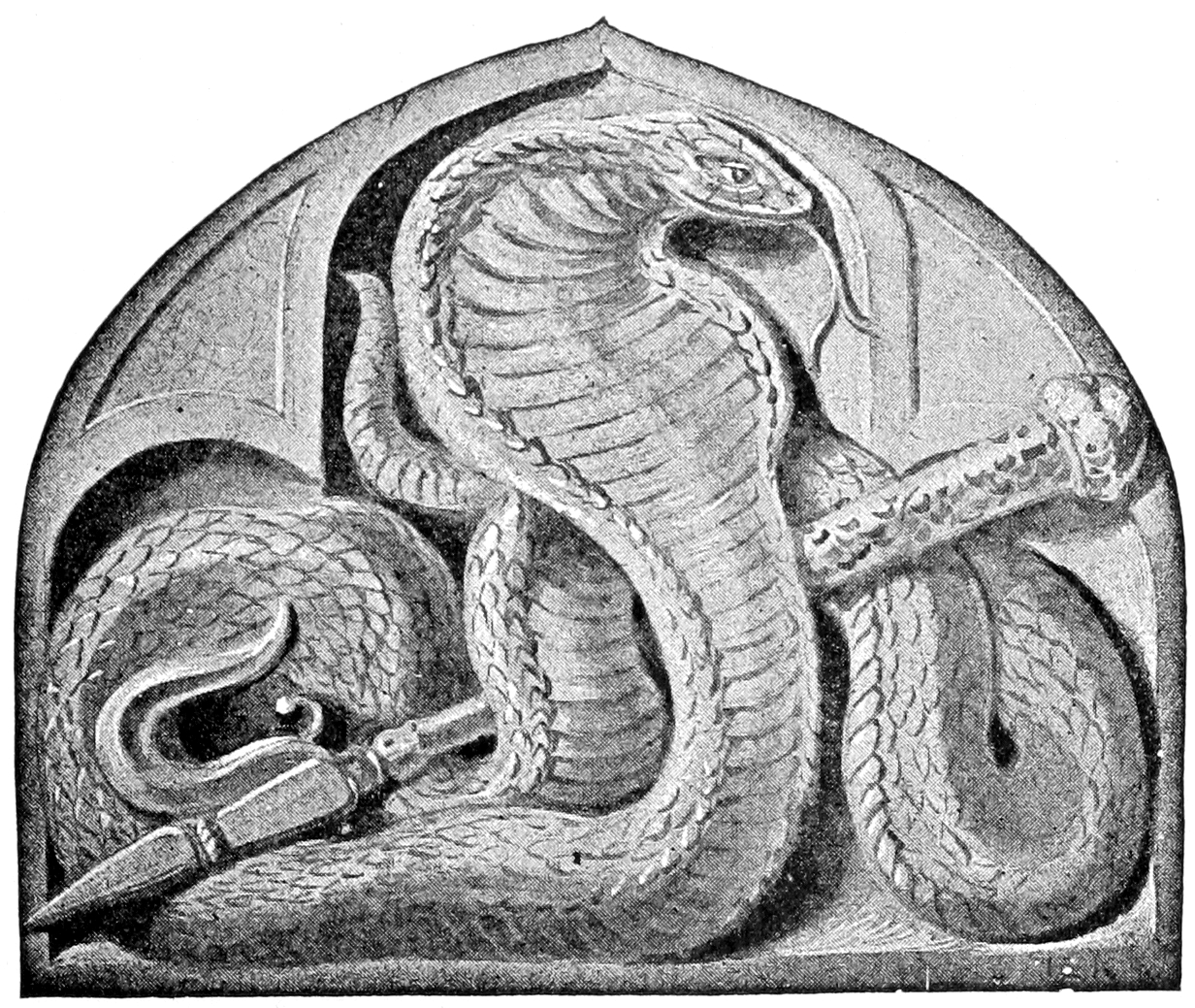
Il Cobra bianco con l'ankus, in un'illustrazione del racconto

Il Cobra bianco (White Cobra), chiamato anche con l'appellativo di "Cappuccio bianco" o "Thuu" (pronunciato tùu), ovvero "disseccato", è un cobra reale albino che ha il ruolo di guardiano del tesoro della defunta dinastia Guhila nelle Tane fredde. Compare nel racconto L'ankus del re.
Nel racconto concede a Mowgli di vedere il grande tesoro che custodisce, dicendogli che poi lo ucciderà. In realtà si scopre che il suo veleno si era seccato, essendo molto vecchio. Mowgli prende quindi dal tesoro un ankus (un bastone con punta ed uncino, utilizzato per pungolare gli elefanti), con pietre preziose incastonate, non badando all'avvertimento del cobra riguardo all'oggetto ("È la Morte! È la Morte! È la Morte!"). Alla fine del racconto, dopo aver constatato che il cobra diceva il vero, Mowgli gli restituisce l'ankus, chiamando "Padre dei Cobra" il bianco guardiano, in segno di rispetto.
Il cobra bianco ricorda quando la città che si ergeva sopra di lui era ancora abitata, cosa che invece Kaa non rammenta ("Padre di Cobra, qui c'è sempre stata solo la Giungla"). Questo indica che il Cobra possa essere più vecchio di Kaa, creduto invece la creatura più antica della Giungla. Dichiara inoltre di essere stato giovane durante il regno di Kurrun Raja, monarca che la Kipling Society identifica con Kurran Rana, il re di Mewar dal 1621 al 1628.

#### Ferao
(Rudyard Kipling, Il secondo libro della giungla)
Ferao è un picchio. Compare nel racconto La corsa di primavera per annunciare la parlata nuova che rappresenta la primavera nella giungla.

#### Fratel Bigio
Fratel Bigio è un lupo, fratello di tana di Mowgli e uno dei quattro figli di Raksha e di Babbo Lupo (l'unico di cui sia dato al lettore di conoscere il nome). Simbolo di lealtà e fedeltà, è sempre accanto a Mowgli nelle sue avventure, tra cui la caccia contro Shere Khan e La corsa di primavera.

#### Hathi
Hathi è il capo del branco degli elefanti. È uno degli animali più vecchi della giungla e rappresenta l'ordine e la fedeltà alla Legge della giungla, preoccupandosi che sia rispettata.

#### Ikki
(Kaa)
Ikki è un porcospino, chiamato "Ho Igoo" (pronunciato oigù) dal popolo dei Gond. Nelle prime edizioni dell'opera il suo nome era "Sahi".
Dal palato raffinato, nel racconto I fratelli di Mowgli viene solamente citato, mentre nel racconto Come venne la paura fa una breve apparizione battibeccando con Mowgli, il quale finirà per cercare di strappargli gli aculei senza successo.
Ikki appare anche The Porcupine and the Poison People, una storia di The Third Jungle Book, libro di Pamela Jekel. Nella storia, Mowgli e Ikki passano il tempo giocando facendosi degli scherzi l'uno con l'altro finché Mowgli non cade in un nido di cobra ostili e Ikki deve cercare aiuto.

#### Jacala
(Da Il secondo libro della giungla di Rudyard Kipling)
Jacala (a volte anche Jakala) è un coccodrillo. Viene nominato per la prima volta all'inizio del racconto I cani rossi, dove si narra che Mowgli combatté contro di lui per tutta una lunga notte nelle paludi del Nord e spezzò il suo acuminato coltello sulle scaglie del mostro. Fa poi una breve comparsa nell'ultimo episodio, La corsa di primavera, quando il ragazzo, mentre guada la palude, sente il suo muggito, simile a quello di un toro.

#### Kaa
Kaa è un pitone delle rocce indiano dotato di grande forza e saggezza. È uno dei più fedeli amici di Mowgli, i due vanno spesso a caccia insieme.

#### Ko
Ko è il corvo che canta la canzone della morte. Appare solo una volta nel racconto L'ankus del re citato nel passaggio:
(L'ankus del re.)

#### Mang
(Mang a Akela)
Mang è un pipistrello della specie Pipistrellus coromandra (pipistrello indiano).
Viene citato già nel "canto notturno della giungla" che funge da prologo al primo capitolo, I fratelli di Mowgli, ma fa la sua prima vera apparizione ne La caccia di Kaa. Compare poi nel racconto L'invasione della giungla, quando dopo la morte di Shere Khan, ad opera di Mowgli e con il colpo decisivo di Rama, avverte Akela di quel che avviene nel villaggio.

#### Mor
(Rudyard Kipling, Il secondo libro della giungla)
Mor è il pavone della giungla che annuncia la primavera con canti e danze ne La corsa di primavera. Viene citato anche in un racconto precedente, Il fiore rosso.

#### Mysa
(Il secondo libro della giungla)
Mysa è un bufalo a capo dei bufali selvaggi che appare per la prima volta nel racconto Come venne la paura, mentre Hathi narra della prima tigre. Indica poi a Mowgli la strada per il villaggio degli uomini nel racconto La corsa di primavera:
(Mysa, il capo dei bufali selvaggi giungla, che indica a Mowgli la direzione da prendere per incontrare il villaggio degli uomini)

#### Oo
Oo è una tartaruga. Viene citato da Mowgli nell'ultimo racconto, La corsa di primavera, con il seguente passaggio:
(Da Il secondo libro della giungla di Rudyard Kipling)

#### Phao
Figlio di Battitore Grigio e Phaona, Phao è il fiero lupo che guida il branco nella battaglia contro i cani rossi come capo del branco del Popolo Libero di Seeonee. Diventa capo branco dopo un periodo passato senza alcun capo (da quando Akela manca la preda).

#### Phaona
Phaona è una lupa, madre di Phao. Viene nominata nel racconto I cani rossi.

#### Raksha
Raksha è una lupa, madre adottiva di Mowgli e compagna di Babbo Lupo. Muore insieme a Babbo Lupo quando Mowgli ha circa 14 anni: il ragazzo sigilla quindi l'ingresso della loro tana con un masso e canta per loro il canto della morte.

#### Rama
È un toro a capo della mandria del villaggio pascolata da Mowgli. Sarà sotto i suoi zoccoli che morirà Shere Khan, la tigre nemica di Mowgli, nel racconto La tigre! La tigre! (Tiger! Tiger!).
Nel lungometraggio d'animazione della Disney del 1967 Il libro della giungla Rama è invece il nome del lupo padre adottivo di Mowgli (Babbo Lupo).

#### Shere Khan
Forte e feroce, Shere Khan è una tigre temuta da tutti ed antagonista di Mowgli. Viene ucciso con l'aiuto di Rama.

#### Tabaqui
Tabqui è uno sciacallo e viene anche chiamato "Leccapiatti", a sottolineare la caratterizzazione negativa del personaggio; è la spalla e l'araldo di Shere Khan.

#### Tha
Tha era il primo degli elefanti e la sua storia viene rivelata nel corso del racconto Come venne la paura quando Hathi narra il mito della creazione della Giungla. Nel mito viene descritto anche come il creatore della Giungla.
(Hathi mentre racconta il mito della Creazione della Giungla)
Nella serie animata Il libro della giungla (Jungle Book Shōnen Mowgli) del 1989, Tha appare nel ventiduesimo episodio ed è doppiato da Masashi Hirose nella versione originale.

#### Won-tolla
(Prima apparizione di Won-tolla alla Rupe del Consiglio nel romanzo.)
Won-tolla è il lupo solitario che vive lontano da ogni branco. Nonostante ciò rispetta le leggi del Popolo libero di Seeonee e si unisce a loro per combattere contro i Dhole che avevano ucciso la sua compagna e i suoi tre cuccioli nel racconto I cani rossi.
Won-tolla, pur essendo solitario rispetta la legge del branco e si unisce a Mowgli e il Popolo libero per combattere i Dhole; per questo può essere usato come nome dai capi scout nei lupetti. La sua è comunque una figura controversa e non del tutto positiva in quanto spesso vengono messi in evidenza più il suo essere solitario e la sua sete di vendetta che la sua disponibilità ad unirsi ai lupi di Seeonee, e per questo in alcuni branchi l'utilizzo del suo nome è sconsigliato. Nello stesso raccontare I cani rossi, dove Won-tolla fa la sua comparsa, è spesso consigliato al capo di non mettere in evidenza la sua indole vendicativa, ma solo il fatto che viene accettato per combattere al fianco del branco poiché ne segue la legge; allo stesso modo si cerca di non porre l'attenzione sulle scene cruente dello stesso racconto.

### Umani

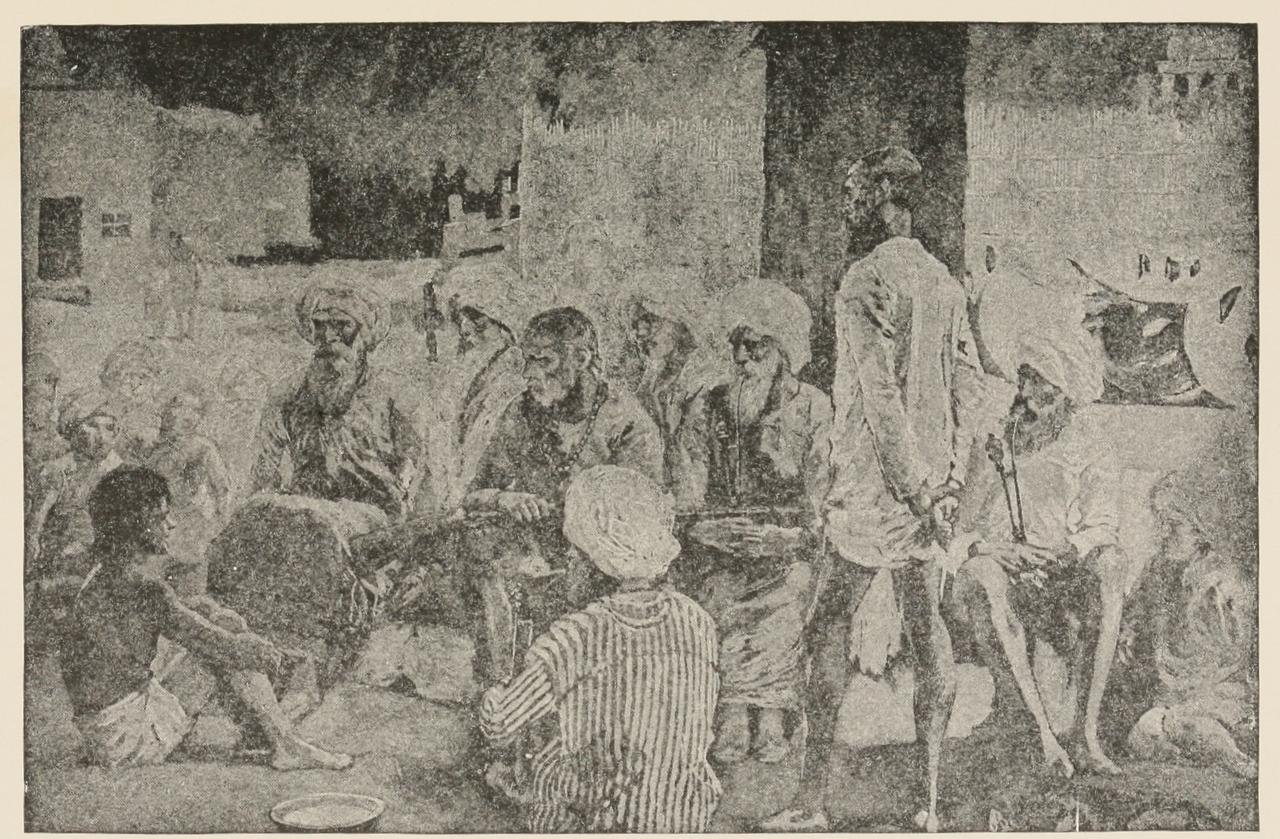
Mowgli che parla al villaggio degli uomini in un'illustrazione.

#### Buldeo
Buldeo è il più grande cacciatore del villaggio in cui Mowgli viene adottato da Messua e suo marito; ha un carattere presuntuoso, arrogante e superbo, e diventa nemico di Mowgli che gli contesta le storie sulla giungla che racconta agli altri membri del villaggio per vantarsi.

#### Kamya
Kamya è un pastorello.

#### Messua
Messua è la donna di un villaggio indiano al quale arriva un giorno Mowgli: insieme a suo marito (l'uomo più ricco della città) inizialmente credono che si tratti del loro figlio Nathoo, disperso nella giungla anni prima, ma poi scoprono che non è così. Ciononostante adottano il bambino, che però passa gran parte del tempo nella giungla, dove ha vissuto fino a quel momento.

#### Mowgli
Mowgli è un bambino indiano che si perde nella giungla, cacciato dalla tigre Shere Khan. Il bambino viene accudito da una famiglia di lupi, dai quali apprende i comportamenti e le abitudini, e cresce nella giungla aiutato da una serie di animali che condividono le sue avventure.

#### Nathoo
Nathoo è il figlio perduto di Messua.

#### Altri
- Kurrun: colui che fece costruire la stanza del tesoro alle Tane fredde.
- Marito di Messua: non viene mai citato il suo nome.
- Purun Dass: è un vecchio usuraio; secondo Buldeo il suo spirito risiedeva nel corpo di Shere Khan.
- Salombhì: è stato il fondatore della città delle Tane fredde.

### Gruppi

#### Bandar-log
Bandar-log è il termine usato per descrivere il popolo delle scimmie (nello specifico entelli). Rappresentate come incapaci di rispettare la legge, non sono in grado di organizzarsi e controllarsi. Rapiscono Mowgli e lo tengono prigioniero nelle Tane Fredde finché Baloo, Bagheera e Kaa lo salvano.

#### Dhole

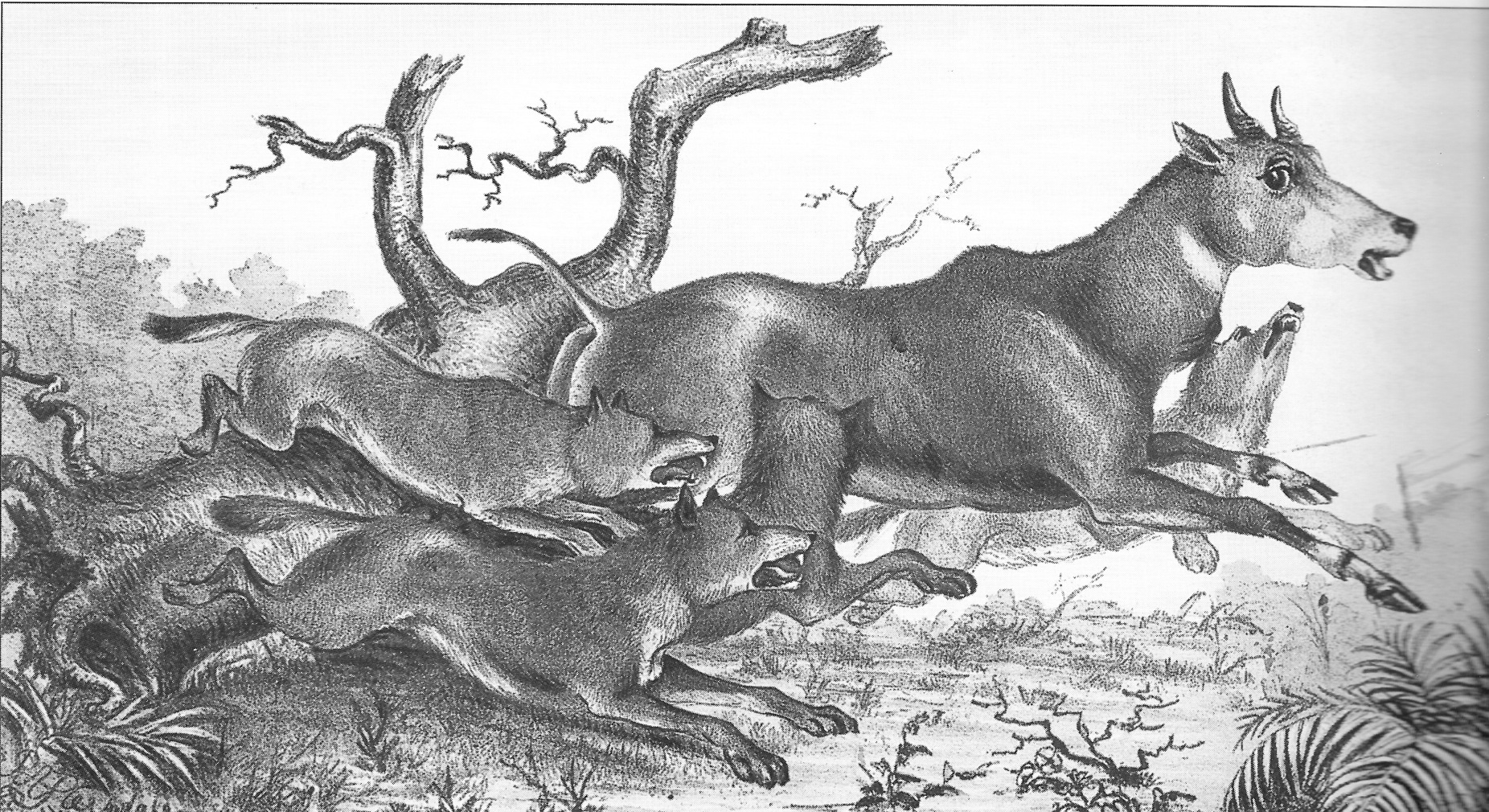
I cani rossi rappresentati da R.A. Sterndale, uno delle fonti principali di Kipling sugli animali.

I dhole sono il feroce popolo dei cani rossi del Dekkan, regione confinante con le colline di Seeonee dove vive il branco del Popolo libero. Contrariamente ai lupi del Seeonee, i dhole vivono tra gli anfratti e i crespi invece che le caverne, si muovono in branchi di centinaia, e dispongono di pelo tra le dita, un tratto che suscita il disprezzo dei lupi e di Mowgli. Sono cacciatori silenziosi che abbattono tutto ciò che gli ostacola il cammino, e sono temuti anche da Hathi. Secondo certi accademici, è probabile che Kipling abbia tratto ispirazione per i dhole leggendo le descrizioni dei cani rossi in Thirteen Years Among the Wild Beasts of India di George P. Sanderson, e che i dhole siano infatti allegorie della crescente influenza comunista negli Stati Uniti contemporanei, dove Kipling scrisse il libro, in contrasto al popolo libero che sono una visione idealizzata dell'Impero britannico.
L'etimologia di "dhole" è incerta. Il suo primo utilizzo stampato fu nel 1808 in un resoconto scritto dal soldato britannico Thomas Williamson, che incontrò l'animale nel distretto di Ramgarh, dichiarando che "dhole" fosse un nome locale comune. Nel 1827, Charles Hamilton Smith scrisse che la parola derivava da una lingua parlata in "varie zone dell'oriente". Due anni dopo, Smith collegò la parola col turco deli (folle, pazzo) e lo paragonó erroneamente con l'anglosassone dol e l'olandese dul, sebbene questi ultimi due derivano invece dal protogermanico *dwalaz (stupido, cretino). Richard Lydekker, scrivendo quasi 80 anni dopo, dichiarò che la parola non era usata dagli indigeni nell'areale della specie. Secondo il dizionario Merriam-Webster, la parola potrebbe derivare da tōḷa, la parola kannada per lupo.
Essi appaiono nel racconto I cani rossi (Red Dog), dove un branco di circa duecento dhole adulti si reca verso il Seeonee dopo aver esaurito le prede nel Dekkan. La loro prima vittima è la famiglia del lupo solitario Won-tolla, che riesce a fuggire ed avvertire il Popolo libero, guidato da Phao e Mowgli. Quest'ultimo rifiuta la proposta di ritirata di Won-tolla, e convince il branco a porre resistenza. Egli organizza un piano per sconfiggerli grazie all'aiuto di Kaa, pensando astutamente a come sfruttare il fiume Waingunga che i cani dovranno passare e le api nere selvatiche (il Piccolo Popolo delle Rocce) che si annidano nelle pareti della gorgia attraverso quale scorre il fiume. Mentre l'esercito del Popolo libero, composto sia da lupi maschi che dalle lahinis, le lupe con cuccioli, aspetta presso le secche della Waingunga, Mowgli rintraccia i dhole e li provoca paragonandoli con topi saltatori e facendo cenni ai loro piedi pelosi. Rifugiandosi in un albero, Mowgli afferra il capobranco e gli taglia la coda, per poi scendere e condurre i dhole verso la gorgia. Protetto da una collana di aglio selvatico che allontana le api, Mowgli si butta nel fiume inseguito dal branco di dhole, che ben presto viene ridotta a metà dalle punture delle api e dalle acque torrenziali. I superstiti, esausti ed appesantiti dall'acqua che gli rende fradicie le pellicce, vengono attaccati dai lupi una volta raggiunti le secche. Dopo una lunga battaglia, in cui muoiono quindici maschi, mezza dozzina di lahinis, Won-tolla e il vecchio capobranco Akela, i dhole rimasti ritirano per poi essere sterminati fino all'ultimo dai lupi superstiti.

#### Piccolo popolo delle rocce
Il Piccolo popolo delle rocce (Little People) è il nome delle api nere selvatiche che vivono in tane scavate nella roccia sulle rive del fiume della Waingunga. Conscio dell'aggressività di queste api, Mowgli le utilizza per decimare il branco dei Dhole prima della battaglia finale nel racconto I cani rossi.

#### Popolo libero
Il Popolo libero è il branco di lupi in cui Mowgli entra a far parte quando viene trovato da neonato da Babbo Lupo e Raksha; cresce imparando la legge della Giungla e vivendo insieme agli altri lupi, cacciando insieme a loro.

#### Popolo velenoso

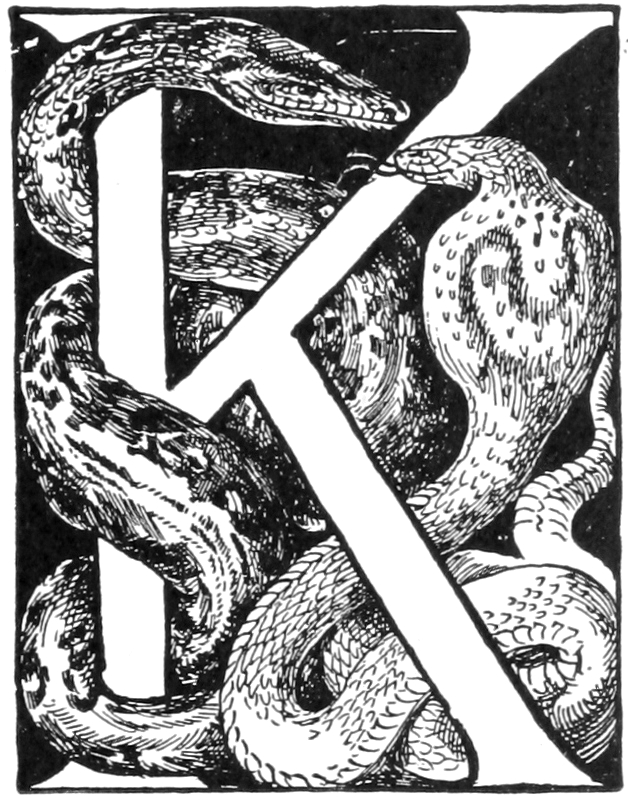
Un'illustrazione del Popolo velenoso in un'illustrazione del racconto L'ankus del re.

Il Popolo velenoso sono i serpenti velenosi.

#### Sambhur
Il Sambhur (a volte anche Sambur) è una specie di cervi, citati principalmente (la prima volta nel racconto I fratelli di Mowgli) come preda del branco del Popolo libero e degli altri animali carnivori.
Viene citato anche in alcune canzoni scout, come Caccia a Sambhur o Ulula alla luna.

#### Altri
- Gidur-log: sono gli sciacalli.
- Gond: sono uomini aborigeni della giungla.
- Lahinis: sono le lupe del branco.
- Nilgau: sono grosse antilopi della giungla.

## Altri racconti

### La foca bianca
- Kotick: foca bianca.
- Limmershin: scricciolo, narratore della storia.
- Matkah: foca femmina, compagna di Sea Catch.
- Sea Catch: foca maschio, compagno di Matkah.
- Sea Vitch: tricheco.
- Vacca Marina: vacca di mare di Steller.

### Rikki-tikki-tavi
- Chuchundra: topo muschiato.

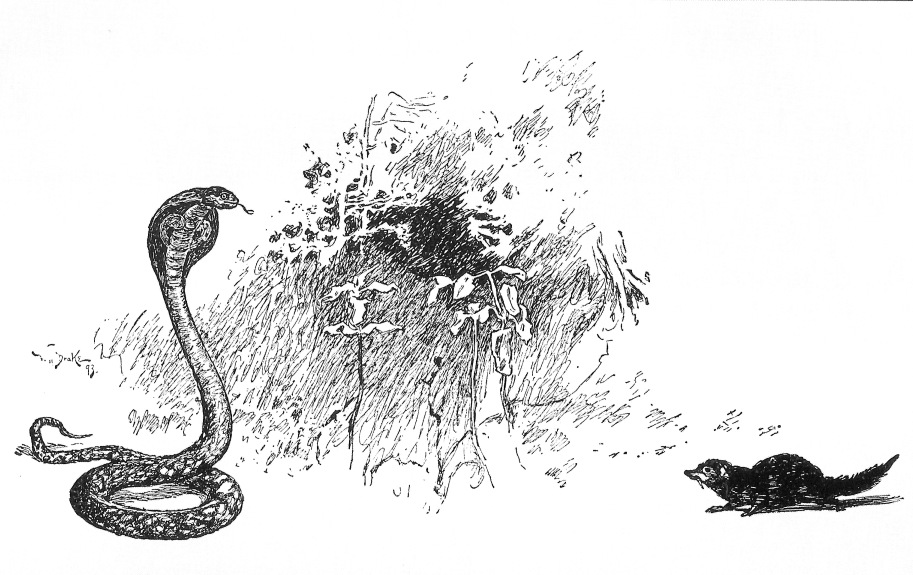
Rikki-tikki-tavi (a destra) contro Nag (a sinistra)

- Darzee: uccello sarto ("darzee" significa "sarto" in hindi).
- Nag: cobra maschio, compagno di Nagaina ("nag" è la parola hindi per "cobra").
- Nagaina: cobra femmina, compagna di Nag. Dal personaggio deriva il nome del genere di ragni Nagaina.
- Rikki-tikki-tavi: mangusta.

### Toomai degli elefanti
- Kala Nag: elefante indiano ("kala nag" significa "serpente nero" in hindi).
- Machua Appa: capo dei conducenti di elefanti.
- Petersen: uomo bianco.
- Radha Pyari Radha: elefante indiano, madre di Kala Nag.
- Toomai: giovane conducente di elefanti.

### Al servizio della regina
- Narratore: soldato britannico, narratore della storia.
- Billy: mulo.
- Due Code: elefante.
- Vixen (o Volpina): Fox Terrier del soldato narratore della storia.
- Emiro dell'Afghanistan: sovrano in visita al viceré dell'India, accompagnato da centinaia di uomini e cavalli.
- Viceré: viceré britannico dell'India, che deve ricevere la visita dell'emiro dell'Afghanistan.

### Il miracolo di Purun Bhagat
- Purun Bhagat: Un tempo personaggio di spicco nella politica indiana, molla tutto per fare l'eremita su un colle vicino a un villaggio. Amico di uomini e animali, grazie al suo sacrificio diventerà il santo protettore del villaggio.

### I becchini
- Mugger: vecchio coccodrillo di palude un tempo venerato e temuto dalla gente del suo fiume, perde il suo status con la costruzione della ferrovia. Ha condotto una vita lunga e piacevole, ma è tormentato dal ricordo di un bambino inglese che non era riuscito a mangiare.
- Sciacallo: uno sciacallo che, insieme al marabù, ascolta la storia del Mugger. Vile e untuoso, finge di rispettare il coccodrillo con parole adulatrici.
- Marabù: un marabù che, insieme allo sciacallo, ascolta la storia del Mugger. È più dignitoso e diretto dello sciacallo, che offende spesso.
- Cacciatori: uomini bianchi, cacciatori di coccodrilli. Tra questi si cela il bambino che il Mugger non riuscì a mangiare, e che su questi si prenderà una inconsapevole vendetta.

### Quiquern
- Amoraq: moglie di Kadlu e madre di Kotuko.
- Cane nero: cane nero che scappa insieme a Kotuko, l'altro cane, per poi essere ritrovati da Kotuko (ragazzo) e la ragazza.
- Kadlu: capo del villaggio degli Inuit, padre di Kotuko.
- Kotuko: ragazzo Inuit, figlio di Kadlu e Amoraq. Il suo nome viene dato anche al cane che viene trovato dal padre.
- Kotuko: cane di Kotuko (il nome gli viene dato dal padre del ragazzo).
- Quiquern: spirito dalle otto gambe.
- Ragazza: ragazza che accompagna Kotuko nella ricerca per il cibo.

## Uso nello scautismo

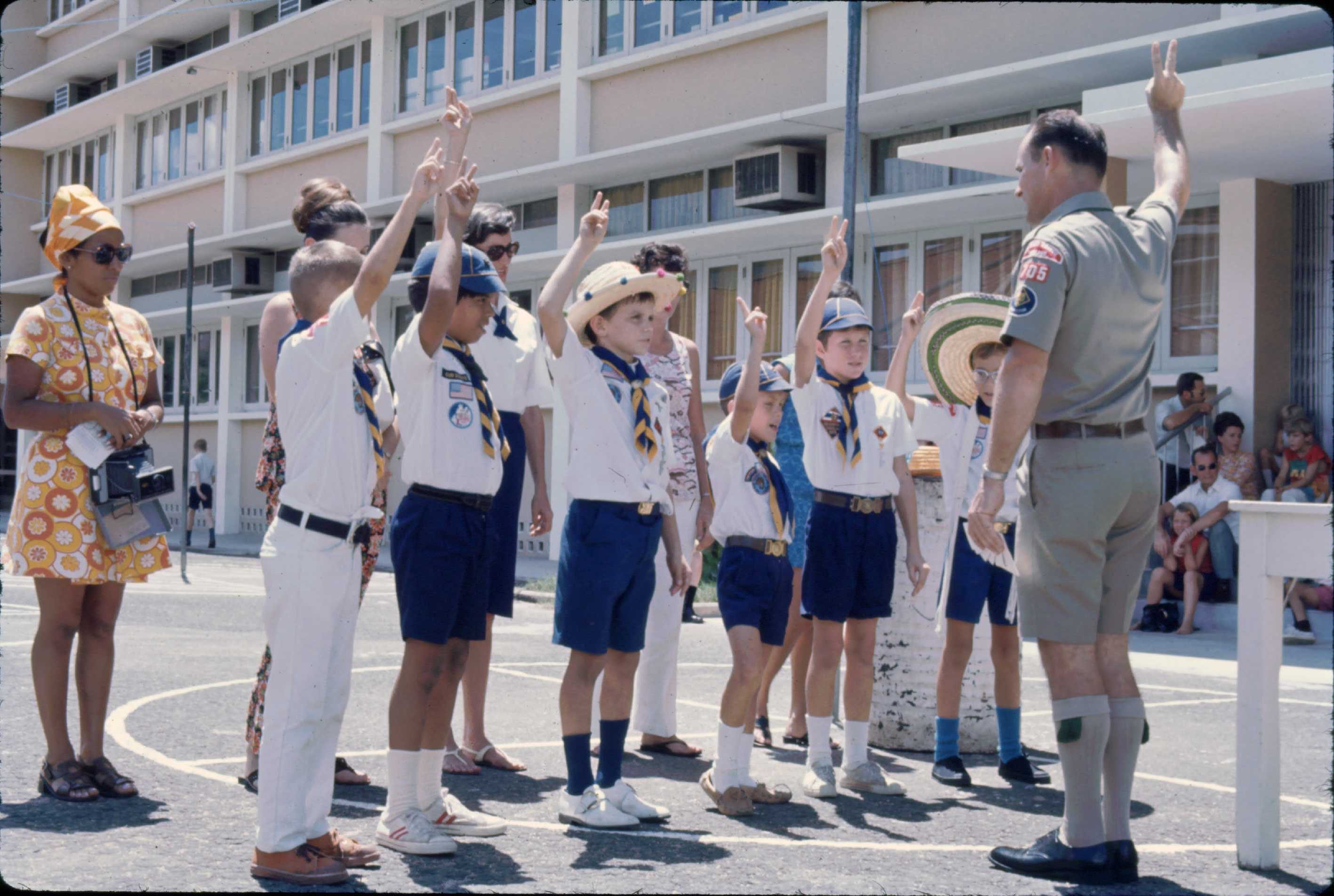
Un gruppo di lupetti statunitensi in Thailandia recita la Promessa davanti a un Vecchio Lupo.

Nel metodo scout, i capi adulti (e i rover) che prestano servizio all'interno del branco di lupetti assumono un "nome giungla", cioè il nome di uno dei personaggi positivi che nei racconti de Il libro della giungla accompagnano Mowgli nelle sue avventure, e vengono chiamati dai lupetti sempre con quel nome, mai con il loro nome vero. Nel loro insieme vengono chiamati "Vecchi Lupi" (VVLL), anche se il loro personaggio non è effettivamente un lupo, ma un altro tipo di animale.

### Idea originale di B.-P.
Nel Manuale dei lupetti il fondatore dello scautismo Baden-Powell specifica di usare come nomi dei capi i personaggi principali: Akela come unico capobranco, Baloo e Bagheera come aiuti. Propone inoltre di dare dei nomi giungla anche a qualche lupetto (cita come esempi Fratel Bigio, Sahi e Rikki-tikki-tavi, nonostante quest'ultimo non compaia nelle avventure di Mowgli).

### Applicazione nelle associazioni di lingua italiana
Nelle principali associazioni attuali di lingua italiana Akela è usato come nome del capobranco, mentre Hathi come nome del capogruppo.
Nell'AGESCI e nella FSE i capi dei lupetti possono usare i nomi dei personaggi de Le storie di Mowgli, prendendo però solo quelli positivi. In particolare, il nome di Baloo viene tradizionalmente utilizzato dall'Assistente Ecclesiastico, come già avveniva nell'ASCI. Inoltre nella sola AGESCI Bagheera viene solitamente usato dall'altro capobranco oltre ad Akela, nei branchi misti dove dunque vige la diarchia. Viene consigliato di inventare una storia su Babbo Lupo in caso di utilizzo del nome da parte di un capo, in quanto figura che appare molto poco.
Nel CNGEI il capobranco prende il nome di Akela, mentre gli aiuti prendono il nome di un personaggio positivo ed "educativamente significativo", tra Baloo, Bagheera, Kaa, Raksha, Chil e Fratel Bigio (in ordine di importanza e quindi di priorità di scelta).